# Batalla de Breitenfeld (1631)
La primera batalla de Breitenfeld també anomenat Batalla de Leipzig va tenir lloc el 17 de setembre de 1631 al poble de Breitenfeld als afores de Leipzig al Regne de Saxònia durant la Guerra dels Trenta Anys. Va ser un moment culminant i la primera victòria major dels protestants contra el moviment de contrareforma del qual la Lliga Catòlica (1609) era el braç armat.

## Conseqüències

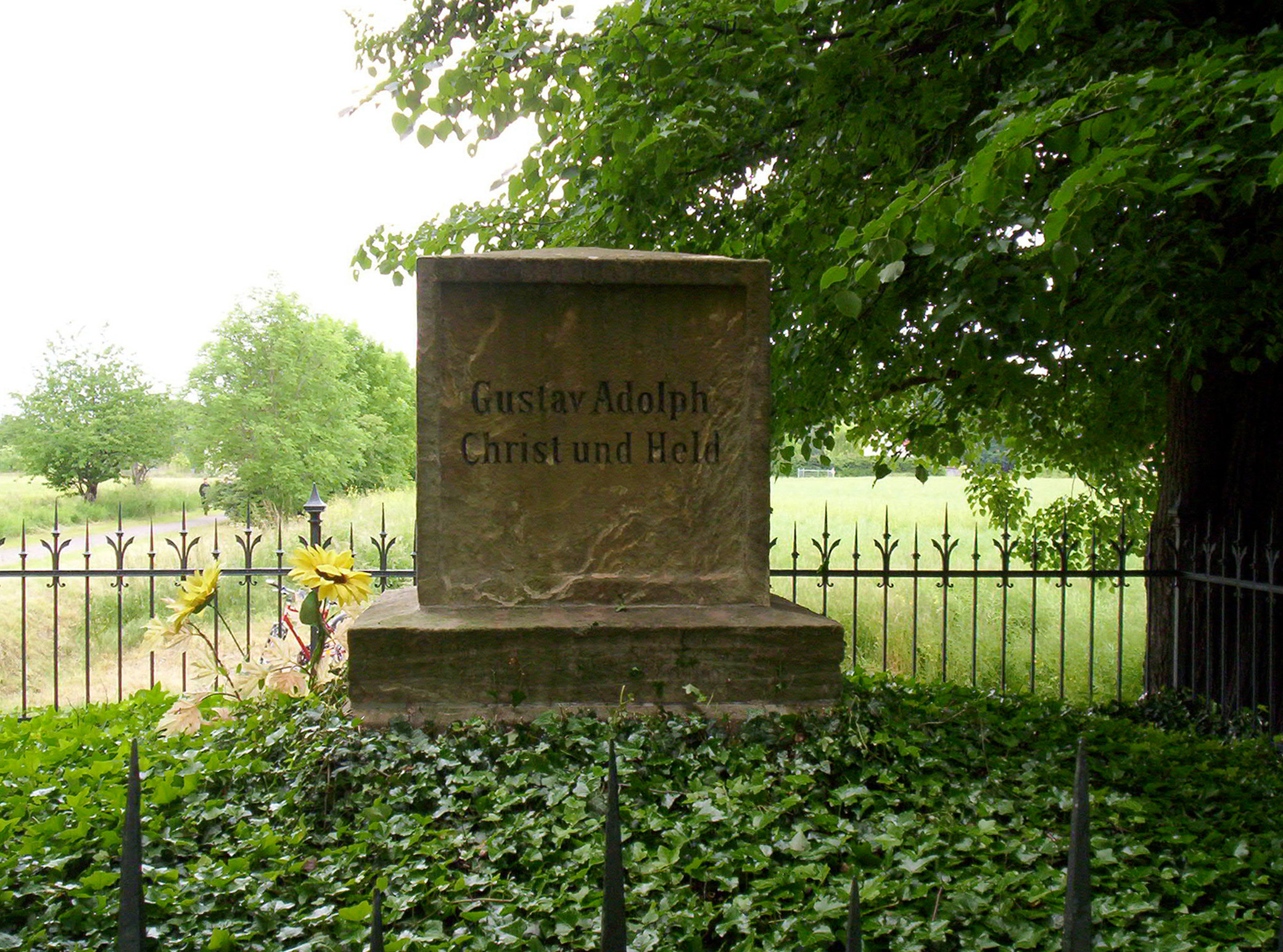
Monument dedicat a Gustau Adolf a Breitenfeld

L'exèrcit catòlic imperial va perdre uns tretze mil homes: 7000 morts i ferits, així que 6000 presoners que van haver de reforçar l'exèrcit de l'aliança protestant entre Suècia i Saxònia. Durant les setmanes que van seguir, uns quants electors alemanys van reforçar el camp reformatori i França va prometre i liquidar un suport fianciari. Després d'aquesta batalla, com les forces van equilibrar-se, començava a esdevenir clar que l'opció militar no conduiria enlloc i que calia una solució pactada al conflicte religiós. La mort de Gustau, l'any seguint va reforçar el camp catòlic. Tot i això, a poc a poc el camp protestants va cansar-se de la guerra i de la ingerència de poders estrangers el que va conduir el 1635 a la Pau de Praga.
Gustau II Adolf va esdevenir un heroi de la mitologia protestant. A Breitenfeld va erigir-se un monument amb el text elogiós: «Gustau Adolf, cristià i heroi, a Breitenfeld va salvar la llibertat de religió per al món».